# Angie Sage
Pour les articles homonymes, voir Sage.
Œuvres principales
- Série Magyk
- Série Araminta Spookie
- Serie TodHunter Moon

Angie Sage, née le 19 juin 1952 à Londres, est une écrivaine britannique, auteur de contes fantastiques pour la jeunesse.
Elle vit dans les Cornouailles en Grande-Bretagne, une terre de légendes qui lui permet de faire fructifier son imagination.

## Œuvres

### SérieMagyk
1. Magyk, Albin Michel, coll. Wiz, 2005 ((en) Magyk, 2005)
2. Le Grand Vol, Albin Michel, coll. Wiz, 2006 ((en) Flyte, 2006)
3. La Reine maudite, Albin Michel, coll. Wiz, 2007 ((en) Physik, 2007)
4. La Quête, Albin Michel, coll. Wiz, 2008 ((en) Queste, 2008)
5. Le Sortilège, Albin Michel, coll. Wiz, 2010 ((en) Syren, 2009)
6. La Ténèbre, Albin Michel, coll. Wiz, 2012 ((en) Darke, 2011)
7. (en) Fyre, 2013

- Magyk Book, Albin Michel, coll. Wiz, 2009 ((en) The Magykal Papers, 2009)

### SérieTodHunter Moon
1. (en) PathFinder, 2014
2. (en) SandRider, 2015
3. (en) StarCatcher, 2016

### SérieAraminta Spookie
1. Ma Maison hantée, Nathan, 2008 ((en) My Haunted House, 2006)
2. La Grotte de l'épée, Nathan, 2008 ((en) The Sword in the Grotto, 2006)
3. Détectives aquatiques, Nathan, 2008 ((en) Frognapped, 2007)
4. Sacré Vampire !, Nathan, 2009 ((en) Vampire Brat, 2007)
5. Les Nounous fantômes, Nathan, 2010 ((en) Ghostsitters, 2008)
6. (en) Gargoyle Hall, 2014
7. (en) Skeleton Island, 2015

### SérieLa Révolte des dragons
1. La Révolte des dragons, Gallimard jeunesse, 2021 ((en) Rise of the Dragons, 2019), trad. Julie Lopez, 384 p.  (ISBN 978-2-07-513748-5)

### Autres
1. (en) Molly and the Party, 2007
2. (en) Molly at the Dentist, 2007